# Catopyrops ligamenta
Catopyrops ligamenta är en fjärilsart som beskrevs av Druce 1891. Catopyrops ligamenta ingår i släktet Catopyrops och familjen juvelvingar. Inga underarter finns listade i Catalogue of Life.